# Ammophila parkeri
Ammophila parkeri är en biart som beskrevs av Menke 1964. Ammophila parkeri ingår i släktet Ammophila och familjen grävsteklar. Inga underarter finns listade i Catalogue of Life.